# Thiên hoàng
Thiên hoàng (天皇 Tennō) còn gọi là Ngự Môn (御門 Mikado) hay Đế (帝 Tei) là tước hiệu của người được tôn là Hoàng đế ở Nhật Bản. Nhiều sách báo ở Việt Nam gọi là Nhật Hoàng (日皇), giới truyền thông Anh ngữ gọi người đứng đầu triều đình Nhật Bản là Emperor of Japan (nghĩa là "Hoàng đế của Nhật Bản"). Thiên hoàng là người đứng đầu hoàng thất và là nguyên thủ quốc gia theo truyền thống của Nhật Bản.
Trong thời phong kiến và cận đại Nhật Bản (trước 1945), Thiên Hoàng được người dân Nhật sùng bái, được coi là hậu duệ của thần thánh, nên từ đó mới có danh xưng "Thiên Hoàng" (vua của cõi trời). Từ sau cải cách Minh Trị 1868, Nhật Bản theo chế độ quân chủ lập hiến. Cho tới năm 1945, theo Hiến pháp Nhật Bản, Thiên Hoàng có uy quyền rất lớn: có quyền giải tán nghị viện, tuyên chiến với nước khác, đồng thời là Thống soái tối cao của quân đội Nhật Bản; chiếu chỉ của Thiên Hoàng có giá trị tương đương với luật pháp.
Sau năm 1945, Nhật Bản thất bại tại Thế chiến 2, Thiên hoàng không còn thực quyền mà chỉ là người đứng đầu quốc gia về danh nghĩa và được xem như là biểu tượng của đất nước Nhật Bản. Tuy không còn được sùng bái như trước, song Thiên hoàng vẫn được nhiều người dân Nhật tôn kính. Thiên hoàng còn có vai trò là Giáo chủ của Thần đạo Nhật Bản. Trong lịch sử, chỉ có một trường hợp có một không hai là Dụng Minh Thiên hoàng đi lễ Phật ở chùa năm 585.
Tổ tiên của Thiên hoàng xuất thân là thủ lĩnh bộ lạc Yamato, nên Hoàng gia Nhật Bản còn được gọi là Nhà Yamato. Theo Cổ Sự Ký và Nhật Bản Thư Kỷ, Đế quốc Nhật Bản được Thần Vũ Thiên hoàng sáng lập năm 660 TCN. Tuy nhiên, mốc này được coi là mang tính truyền thuyết hơn là thực tế, vì hiện chưa có chứng cứ khảo cổ để chứng minh sự tồn tại của 15 vị Thiên hoàng đầu tiên. Các Thiên hoàng thứ 16 đến 28 thì chưa xác định được rõ mốc thời gian cai trị. Phần chính sử Nhật Bản có thể xác minh rõ ngày tháng chỉ bắt đầu với Khâm Minh Thiên hoàng (539-571), Thiên hoàng thứ 29 theo Danh sách Thiên hoàng truyền thống. Dù tính theo mốc nào thì Hoàng gia Nhật Bản vẫn là gia tộc quân chủ còn tồn tại lâu dài nhất trên thế giới. Trong suốt lịch sử Nhật Bản, gia tộc Thiên Hoàng chưa từng bị dòng họ khác soán ngôi (có những Thiên hoàng bị phế truất, nhưng ngôi vị sau đó vẫn được giao cho người khác trong hoàng tộc chứ không bị dòng họ khác đoạt mất), vì vậy Thiên Hoàng hiện nay vẫn là con cháu nội tộc của dòng họ nhà Yamato từ hơn 2.000 năm trước.
Hiện tại Thiên hoàng là vị quân chủ duy nhất trên thế giới xưng hiệu Hoàng đế (Emperor), hoàng gia các nước khác chỉ sử dụng danh hiệu Quốc Vương (King). Đương kim Thiên hoàng là Naruhito (徳仁; Đức Nhân), niên hiệu là Lệnh Hoà (令和; Reiwa). Ông lên ngôi vào năm 2019 sau khi cha ông, tức Thiên hoàng Akihito (明仁天皇, Akihito Tennō) thoái vị.
Với truyền thống tôn sùng Hoàng đế, Thiên hoàng được coi là Thiên tử - con của trời. Thiên hoàng bắt đầu xưng "Thiên tử" (天子 tenshi) từ đầu thế kỷ thứ VII. Theo huyền thoại Nhật Bản, các vị Thiên hoàng được xem là con cháu của Thái Dương Thần Nữ và do đó cũng được xem là Thần linh cho đến Chiến tranh thế giới thứ hai. Cho đến năm 1945, triều đình Nhật đã luôn luôn là chỉ huy của các lực lượng quân sự. Tuy nhiên, hầu như thời nào, Thiên hoàng cũng bị điều khiển bởi các thế lực chính trị, với mức độ cao hay thấp, tiêu biểu là họ từng bị Mạc phủ chi phối từ thế kỉ XII đến thế kỉ XIX.
Từ giữa thế kỷ XIX, Hoàng cung Nhật Bản được gọi là Kyūjō (宮城; "Cung thành"), sau đó là Kōkyo (皇居; "Hoàng cư"), và tọa lạc trên địa điểm cũ của thành Edo (江戸城; Giang Hộ thành) tại trung tâm Tokyo. Trước đó, kinh đô Nhật Bản đã đặt tại Kyoto trong gần 11 thế kỷ.
Thiên hoàng đản sinh nhật (天皇誕生日; sinh nhật Thiên hoàng) từ năm 2020 được chuyển sang ngày 23 tháng 2 và trở thành ngày nghỉ lễ. Trước đó trong thời kỳ Bình Thành, ngày lễ này được tổ chức ngày 23 tháng 12 - ngày sinh của Thượng hoàng Akihito. Năm 2019 vì Thượng hoàng Akihito thoái vị vào ngày 30 tháng 4 nên năm đó không có ngày lễ này.

## Vai trò hiện tại
Giống như hầu hết các chế độ quân chủ lập hiến khác, Thiên hoàng không phải là người đứng đầu chính phủ. Điều 65 của Hiến pháp trao quyền hành pháp cho nội các, trong đó có Thủ tướng Chính phủ là người lãnh đạo. Thiên hoàng cũng không phải là Tổng tư lệnh (nghi thức) của Lực lượng Phòng vệ Nhật Bản. Luật của Lực lượng Phòng vệ Nhật Bản năm 1954 cũng ghi rõ ràng vai trò này là của Thủ tướng Chính phủ.
Quyền hạn của Thiên hoàng bị giới hạn trong việc điều hành những nghi lễ quan trọng. Điều 4 của Hiến pháp khẳng định rằng "Thiên hoàng chỉ có trách nhiệm đại diện quốc gia như đã ghi trong Hiến pháp, Thiên hoàng không có quyền lực trong chính phủ." Nó cũng quy định rằng "Mọi hoạt động của Hoàng đế liên quan đến quốc gia phải tham khảo ý kiến và được Nội các thông qua. Việc này thuộc trách nhiệm của Nội các." (điều 3). Điều 4 cũng nói rằng Thiên hoàng có thể uỷ quyền đại diện quốc gia cho người khác nhưng phải phù hợp với các điều khoản trong Hiến pháp.
Trong khi Thiên hoàng là người chính thức bổ nhiệm chức Thủ tướng Chính phủ, Điều 6 của Hiến pháp đòi ông bổ nhiệm ứng cử viên "theo chỉ định của Quốc hội" mà không có quyền từ chối.
Điều 6 của Hiến pháp chỉ định vai trò của Thiên hoàng trong các nghi lễ sau đây:
1. Bổ nhiệm Thủ tướng Chính phủ theo chỉ định của Quốc hội.
2. Bổ nhiệm Chánh án Tòa án tối cao theo chỉ định của Nội các.

Các nhiệm vụ khác của Thiên hoàng được nêu rõ trong Điều 7 của Hiến pháp Hoàng đế thay mặt nhân dân thực hiện các quyền sau:
1. Ban hành các tu chính án Hiến pháp, đạo luật, sắc lệnh và hiệp ước;
2. Triệu tập Quốc hội.
3. Giải tán Chúng Nghị viện.
4. Tuyên bố kết quả cuộc tổng tuyển cử Quốc hội.
5. Bổ nhiệm hay bãi miễn các Bộ trưởng, các viên chức theo pháp luật hiện hành, có toàn quyền trong việc uỷ nhiệm thư với đại sứ, bộ trưởng.
6. Thực hiện ân xá, giảm án, hoãn thi hành án, khôi phục quyền công dân.
7. Trao huân chương.
8. Xác định việc Quốc hội chuẩn y các hiệp định quốc tế, các văn bản ngoại giao theo pháp luật hiện hành.
9. Tiếp đón các Bộ trưởng và Đại sứ quốc tế.
10. Đại diện quốc gia trong các buổi lễ long trọng.

Nghi lễ thường nhật của Thiên hoàng theo cơ sở của hiến pháp là Nhậm chức Hoàng gia (Shinninshiki) ở Hoàng cung Tokyo và nghi lễ phát biểu hoàng gia trong Tham Nghị viện của Quốc hội. Nghi lễ phát biểu hoàng gia mở theo khoá họp thường và bổ sung của Quốc hội. Khoá họp thường được mở theo cách này mỗi tháng một và sau cuộc bầu cử mới vào Chúng Nghị Viện. Khoá họp bổ sung thường triệu tập vào mùa thu và được mở ra sau đó .

## Truyền thống kết hôn

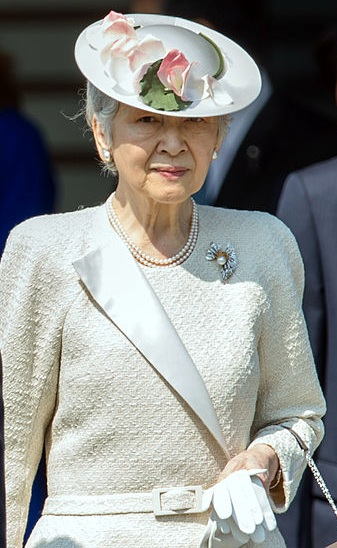
Thái thượng Hoàng hậu đương nhiệm, Michiko

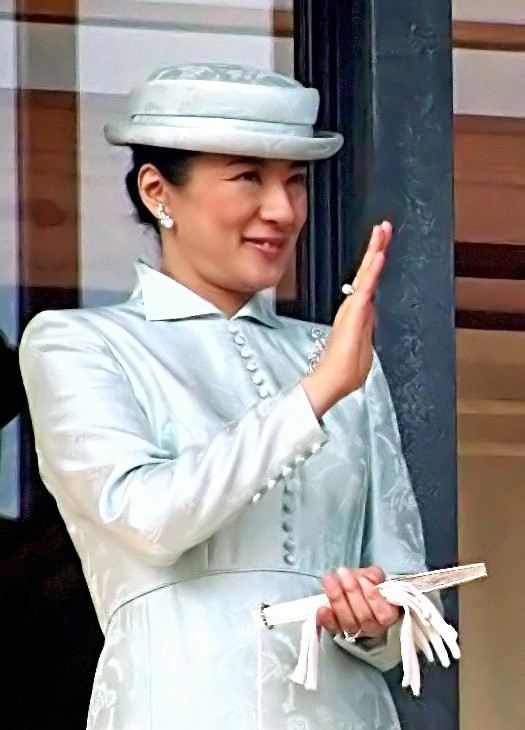
Hoàng hậu đương nhiệm, Masako

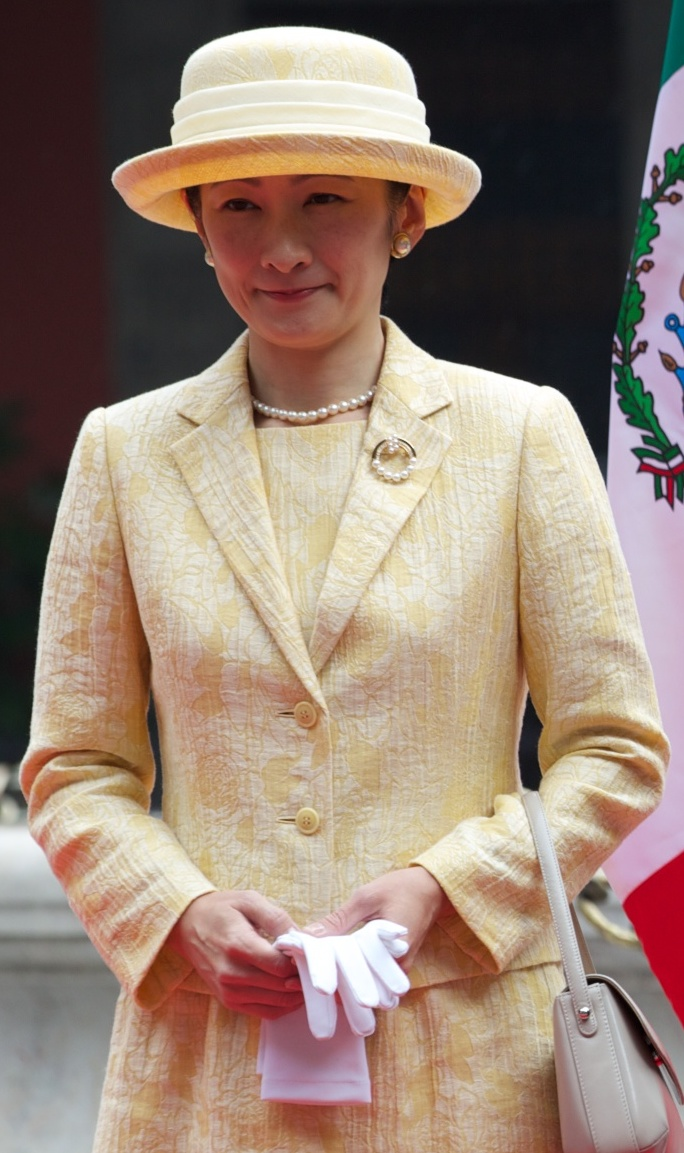
Hoàng tự phi đương nhiệm, Kiko

## Chôn cất

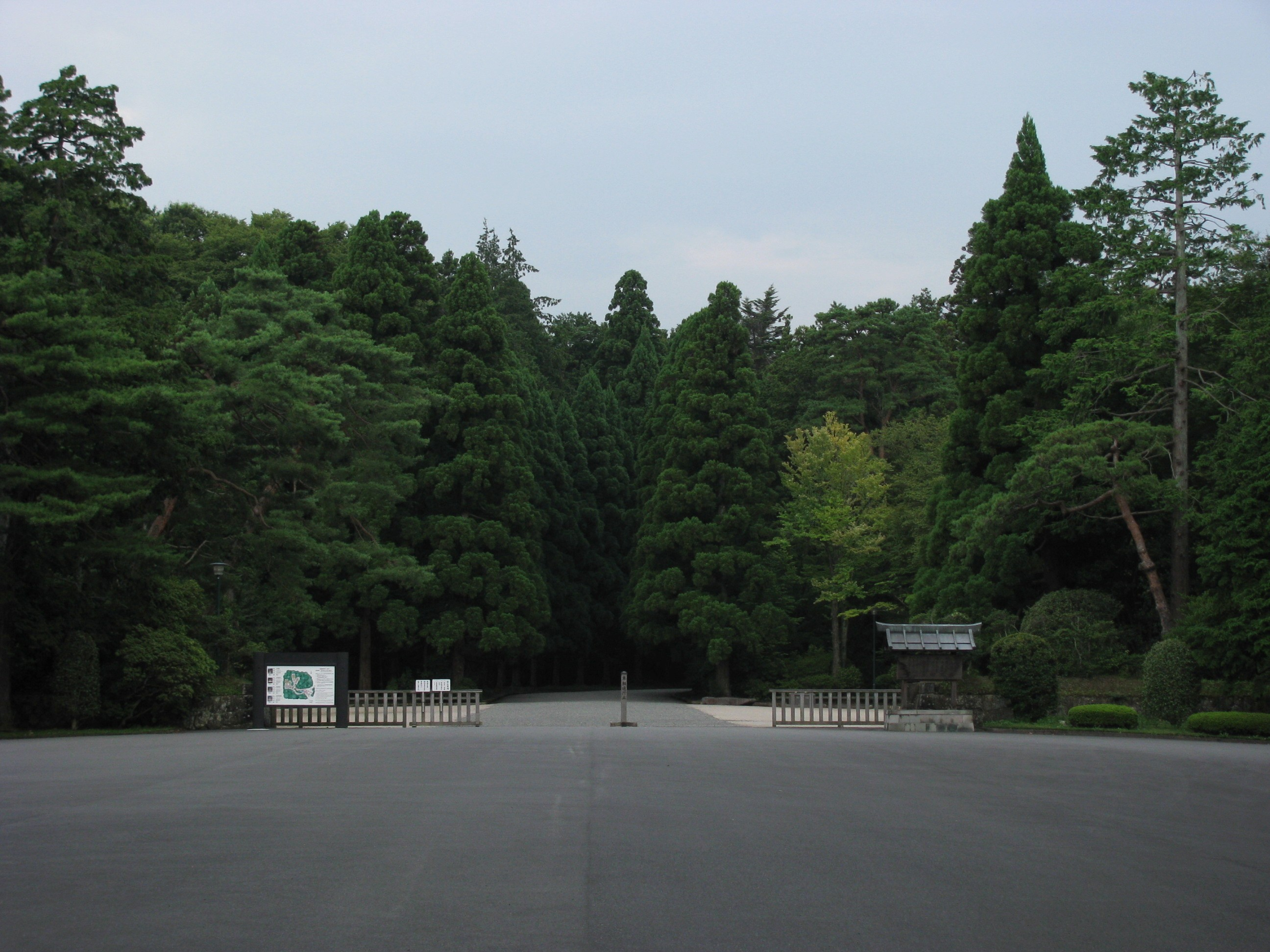
Cổng vào của Nghĩa trang Hoàng gia Musashi ở Hachiōji, Tokyo

## Kế thừa

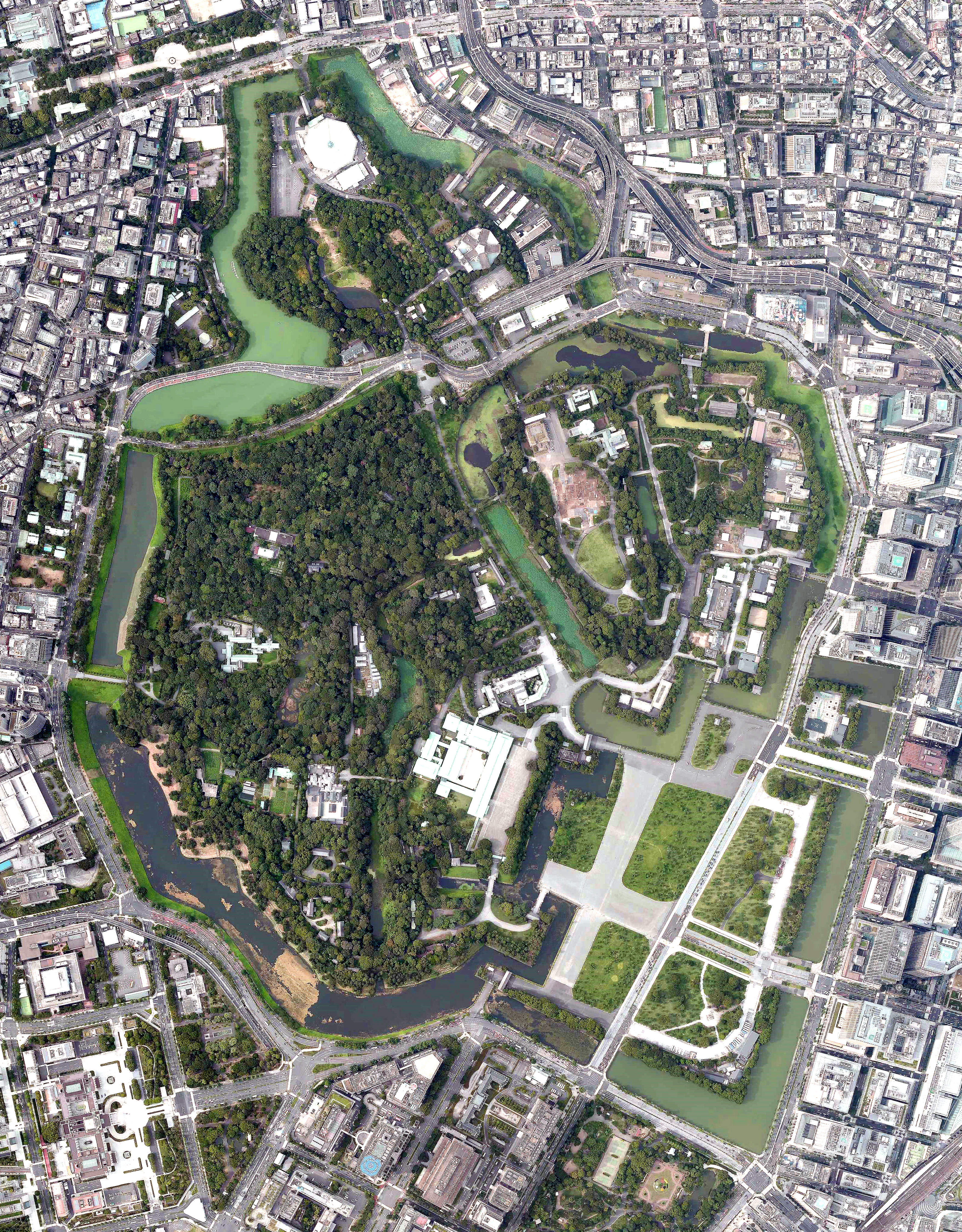
Hoàng cung Tokyo

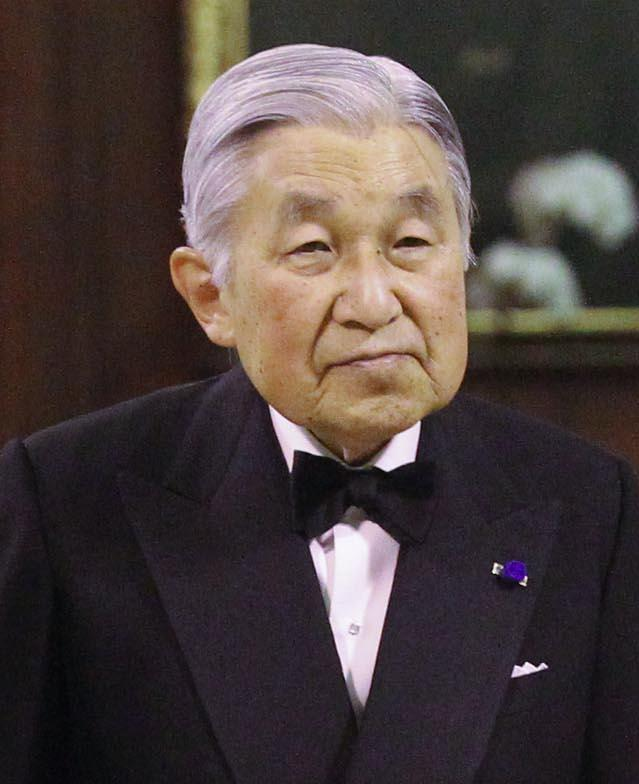
Thái Thượng hoàng Akihito.

## Lịch sử